# بلاستيك (فلم 2014)
 البلاستيك هو فيلم أكشن وكوميديا وجريمة بريطاني أمريكي من إخراج جوليان جيلبي وشارك في كتابته ويل جيلبي وكريس هوارد. الفيلم من بطولة إد سبيليرز، وويل بولتر، وألفي ألين، وسيباستيان دي سوزا، وإيما ريجبي. يُزعم أن الفيلم مستوحى من قصة حقيقية تتعلق بالفنان المخادع ساق ممتاز.

## أحداث القصة
أربعة طلاب جامعيين سام (إد سبيليرز)، فوردي (ويل بولتر)، ياتيسي (ألفي ألين) ورافا (سيباستيان دي سوزا) يديرون مخططًا للاحتيال على بطاقات الائتمان. ذات ليلة قاموا بسرقة شخص في سيارته. تبين أنه شريك لرجل عصابة يدعى مارسيل (توماس كريتشمان).

## طاقم الممثلين
- إد سبيليرز في دور سام
- ويل بولتر في دور فوردي
- ألفي ألين في دور ياتسي
- سيباستيان دي سوزا في دور رافا
- إيما ريجبي بدور فرانكي
- مم فردة بدور طارق
- ليزا مافيا في دور كيلي
- ماليز جو في دور بيث
- أميل برابح في دور فيونا
- توماس كريتشمان في دور مارسيل
- جراهام مكتافيش في دور ستيف
- مايكل بيسبنج في دور كاسبر
- روبي جي في دور السيد X

## الإنتاج
في 6 ديسمبر 2012، تم الإعلان عن مشاركة إد سبيليرز وويل بولتر وألفي ألين في الفيلم، ومن المقرر أن يقوم جوليان جيلبي بإخراج الفيلم، بينما سيقوم كريس هوارد وجوليان جيلبي وويل جيلبي بكتابة الفيلم. يتم ترخيص حقوق التوزيع الدولية من قبل مجموعة إدارة السينما.

## التصوير
في 10 ديسمبر 2012، أعلنت شركة قاتوي فيلم عن بدء التصوير الرئيسي للفيلم الذي تم تصويره في بروناي ولندن ومانشستر وميامي.

## الإطلاق
صدر الفيلم في المملكة المتحدة في 2 مايو 2014،